# Порубка
Порубка (укр. Порубка) — село, входит в Колковский сельский совет Дубровицкого района Ровненской области Украины.
Население по переписи 2001 года составляло 285 человек. Почтовый индекс — 34144. Телефонный код — 3658. Код КОАТУУ — 5621883405.

## Местный совет
34144, Ровненская обл., Дубровицкий р-н, с. Колки, ул. Школьная, 4.